# Jean Chabrol
Pour les articles homonymes, voir Chabrol.
Jean Chabrol, né le 19 février 1924 à Vichy (Allier) et mort le 18 mai 1992 dans la même ville, est un député français.

## Biographie
Né dans une vieille famille bourbonnaise et fils du médecin et archéologue vichyssois Léon Chabrol, Jean Chabrol est député de l'Allier de 1974 à 1976.
Jean Chabrol est médecin, d'abord au Mayet-de-Montagne, où il prend la suite de son oncle, le docteur Jacques Chabrol ; il y est élu conseiller municipal. Il s’installe à Vichy en 1953 et exerce à l’hôpital thermal.
Suppléant de Gabriel Péronnet, il devient député de l'Allier le 9 juillet 1974 lorsque celui-ci est nommé ministre au sein du 1er gouvernement Jacques Chirac. Il termine son mandat le 2 octobre 1976 lorsque Gabriel Péronnet reprend son poste.